# St. Georg (Sachsbach)

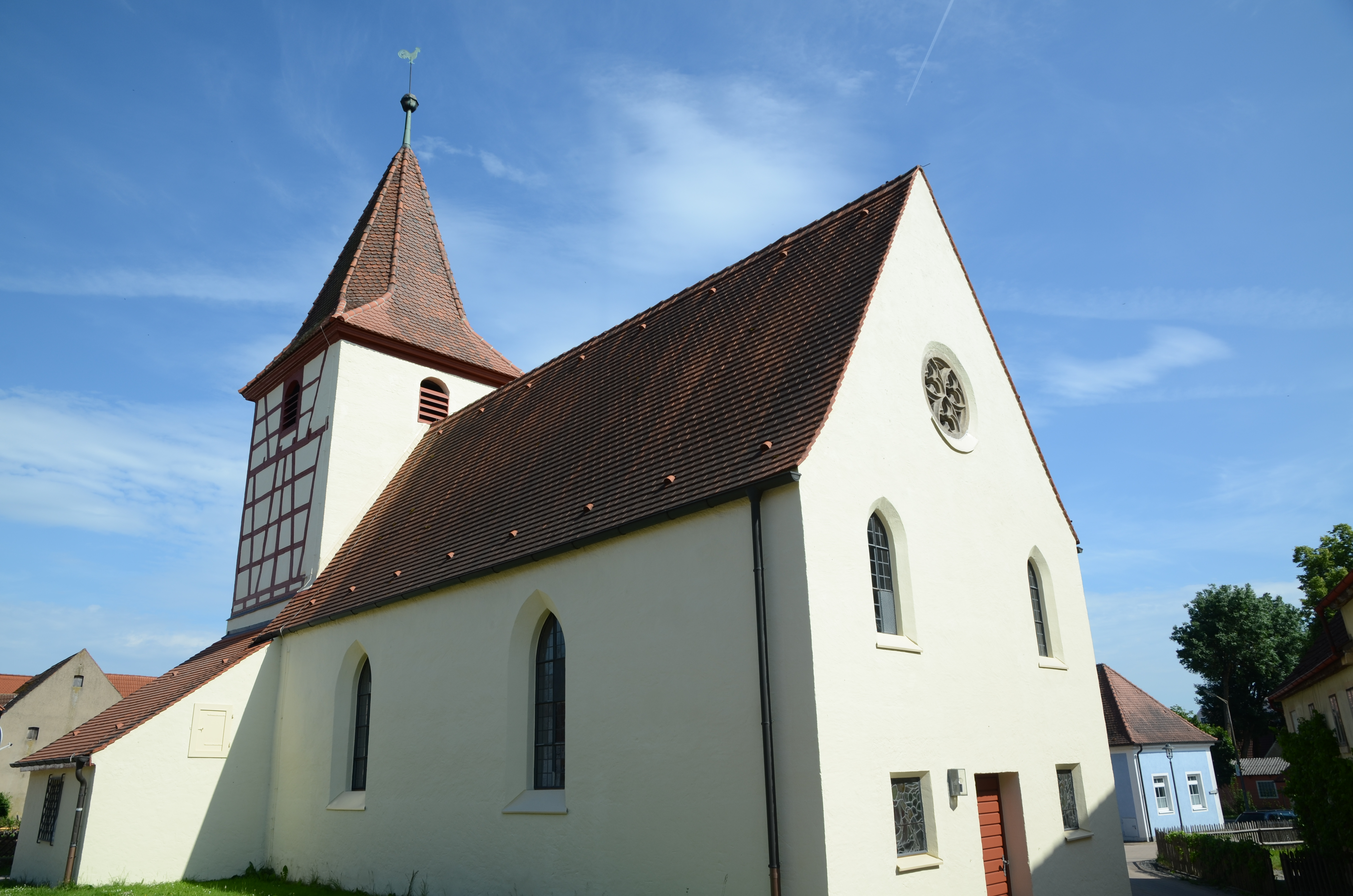
St. Georg, Nord- und Westseite

St. Georg ist eine nach dem heiligen Georg benannte evangelisch-lutherische Kirche in Sachsbach (Dekanat Ansbach).

## Kirchengemeinde
St. Georg wurde erstmals im Jahr 1342 in einem Ablassbrief als Filiale von St. Walburgis und St. Nikolaus in Beyerberg erwähnt, ist aber vermutlich älter. Etwas später im 14. Jahrhundert wurde St. Georg eine Filiale des Marienmünsters in Königshofen an der Heide, ab 1902 schließlich Filiale der Johannis-Kirche in Bechhofen.
Die heutige Kirchengemeinde Sachsbach hat einen eigenen Kirchenvorstand. Sie umfasst die Ortschaften Sachsbach, Reichenau und Lettenmühle. Es finden wöchentlich Gottesdienste statt.

## Kirchengebäude
Der Chorturm im Osten hat einen quadratischen Grundriss und ist zweigeschossig. Im Chorgeschoss hat er an der Ostseite ein Spitzbogenfenster und an der Südseite ein Rundbogenfenster. An der Nordseite schließt sich die Sakristei mit Pultdach an. Das Glockengeschoss weist zur Süd-, Nord- und Ostseite Fachwerk auf und hat zu allen Seiten stichbogige Schallöffnungen. Der achtseitige Helm hat ein Holztraufgesims und schließt mit einem Knauf und Wetterhahn ab. Das Langhaus im Westen hat ein Satteldach. An der Südseite gibt es fünf Spitzbogenfenster, unter dem mittleren Fenster ist ein Rechteckportal. An der Nordseite gibt es zwei Spitzbogenfenster. An der Westseite gibt es ebenfalls ein Rechteckportal, links und rechts davon ein Rechteckfenster und darüber jeweils ein Spitzbogenfenster. Im Giebel befindet sich ein Rundfenster mit neugotischem Fischblasenmaßwerk.
Der einschiffige Saal schließt innen mit einer Flachdecke ab. Im Westen ist bis zur dritten Fensterachse eine Empore eingezogen. Der kreuzrippengewölbte Chor ist mit dem Saal durch einen Rundbogen mit Kämpfern verbunden. In diesem befindet sich der Altar mit auskragender, reich profilierter Mensa. Das Flügelretabel, das um 1500 gefertigt wurde, befindet sich wie das Chorgestühl, das zu gleicher Zeit gefertigt wurde, im Fränkischen Museum Feuchtwangen. Der Taufstein, der wohl um 1600 gefertigt wurde, hat einen viereckigen, leicht abgefasten Sockel mit einem achtseitigen Becken.